# Magnolia dandyi
Magnolia dandyi là một loài thực vật có hoa trong họ Magnoliaceae. Loài này được François Gagnepain mô tả khoa học đầu tiên năm 1939, đặt theo tên vinh danh nhà thực vật học người Anh - James Edgar Dandy (1903-1976). Trong tiếng Việt loài này cũng được gọi là vàng tâm, giổi Dandy, dạ hợp Dandy. Trong tiếng Trung Quốc, cây được gọi là 大叶木莲 (đại diệp mộc liên).

## Mô tả
Cây thường xanh gỗ nhỡ hoặc lớn, chiều cao khoảng 25-30m có khi lên tới 50m, đường kính thân đến 40–60 cm đôi khi lên tới 100 cm. Toàn bộ phần non của cây đều có phủ lớp lông măng dài màu gỉ sắt. Lá đơn nguyên mọc cách tập trung đầu cành (5-6 lá). Cuống lá dài từ 2–3 cm, có vết sẹo lõm do kèm búp để lại dài từ 1/3 đến 2/3 cuống. Phiến lá hình xoan thuôn, đầu lá có mũi nhọn, đuôi lá tù, phiến lá bóng như chất liệu da, dài 25–50 cm, rộng 10–20 cm. Hệ gân phụ thứ cấp dạng lông chim có 20-22 cặp, gân phụ tam cấp tạo thành mạng lưới dày đặc. Kèm búp sớm dụng, búp non cao tới 3 cm, phủ lớp lông hoe đỏ ở búp non. Hoa có kèm bao hoa sớm rụng. Tràng hoa có 9-10 cánh tràng, xếp xoắn thành 3 vòng. Tràng hoa lớp ngoài cùng kích thước lớn hơn, hình trứng; cao 4,5–5 cm; rộng 2,5-2,8 cm. Nhị nhiều, cao từ 1,2 - 1,5 cm, bao phấn từ 0,8–1 cm. Bầu nhụy nổi hình trứng cao 2-2,5 cm, có từ 60-75 lá noãn rời. Quả hình trứng hoặc bầu dục tự nứt. Cây cho hoa vào tháng 5-6 và quả vào tháng 9-12. Bộ nhiễm sắc thể 2n=38.

## Sinh thái và phân bổ
Cây mọc vùng rừng thường xanh cây lá rộng từ cận nhiệt đới đến nhiệt đới ẩm đất thấp hoặc trên núi có độ cao 200 - 1900m trên mực nước biển ở Việt Nam và 450 - 1.500m ở Trung Quốc. Phân bố tại miền nam Trung Quốc (tây Quảng Tây, đông nam Vân Nam), miền Bắc Việt Nam và Lào.

## Tình trạng bảo tồn
Mộc lan Dandy được IUCN xếp vào loại ít quan tâm vì không có đủ dữ liệu về quy mô, số lượng loài và xu hướng phát triển, đặc biệt thiếu dữ liệu từ phía Việt Nam. Mộc lan Dandy được liệt kê trong Sách Đỏ Việt Nam (2007) là dễ bị tổn thương A1cd và được liệt kê trong Sách đỏ Trung Quốc (năm 2004 và 2014) là loài nguy cấp.

## Sử dụng
Loài này có thể sử dụng làm cây xanh công viên hoặc vườn thực vật ở vùng có điều kiện tương thích sinh thái. Gỗ có thớ gỗ mịn, gỗ nhẹ mềm, thường có mùi thơm nên rất được đặc biệt ưa thích của cư dân địa phương và được sử dụng cho vật dụng nội thất có giá trị.